# 観音霊感真言
観音霊感真言は観音菩薩の真言の一つで、十小呪の一つに数えられる。日本では黄檗宗で唱えれている。明王朝時代の嘉興蔵や諸経日誦集要に記述があり、蕅益智旭と雲棲祩宏により広められたと言われている。その後、中華民国時代に盛んになり、中国の禅宗や浄土宗でよく唱えられるようになった。また一行目が六字真言であることでも知られている。